# Dorcadion boszdaghense
Dorcadion boszdaghense là một loài bọ cánh cứng trong họ Cerambycidae.